# Odos
Odos – miejscowość i gmina we Francji, w regionie Oksytania, w departamencie Pireneje Wysokie.
Według danych na rok 1990 gminę zamieszkiwało 3287 osób, a gęstość zaludnienia wynosiła 375 osób/km² (wśród 3020 gmin regionu Midi-Pireneje Odos plasuje się na 102. miejscu pod względem liczby ludności, natomiast pod względem powierzchni na miejscu 1184.).